# Zombies, Run!
Zombies, Run! ist ein 2012 vom britischen Studio Six to Start und Naomi Alderman mitentwickeltes und veröffentlichtes mobiles Exergame im Zombie-Genre für iOS- und Android-Plattformen. Das Spiel wurde bis März 2021 8,5 Millionen Mal heruntergeladen.

## Beschreibung
Die App bindet das Tracking beim Joggen in eine Zombie-Story.
Das Spiel spielt in Abel Township, einem kleinen Außenposten, der versucht, die Zombie-Apokalypse zu überleben. Die Spieler schlüpfen in die Rolle des Charakters „Runner 5“ und durchlaufen eine Reihe von Missionen, in denen sie rennen, Gegenstände sammeln, um der Stadt beim Überleben zu helfen, und verschiedenen Audio-Erzählungen zuhören, um Geheimnisse aufzudecken.
Die Handlung des Spiels wird hauptsächlich von Naomi Alderman und einem Team von Autoren geschrieben, mit Gastbeiträgen von namhaften Science-Fiction-Autoren wie Margaret Atwood und Andrea Phillips. Das Spiel wurde durch eine Kampagne auf Kickstarter.com finanziert, die mehr als das Fünffache der erwarteten Summe einbrachte, insgesamt 72.627 Dollar von 3.464 Unterstützern. Zusätzliche Saisonerweiterungen wurden jährlich veröffentlicht. Im Oktober 2012 wurde mit Zombies, Run! 5k Training, eine Spin-Off-App, die als „Couch to 5k“-Trainingsprogramm konzipiert wurde, veröffentlicht.
Zombies, Run! wurde innerhalb von zwei Wochen nach der Erstveröffentlichung zur umsatzstärksten Gesundheits- und Fitness-App im App Store von Apple und wurde für die Art und Weise gelobt, wie die fesselnde Geschichte das Laufen unterhaltsamer macht und akademische Aufmerksamkeit für das Genre und die mHealth-Anwendungen erregt.
Im März 2021 wurde Zombies, Run! von OliveX für 9,5 Millionen US-Dollar eingekauft.